# 范儒生
范儒生（1913年—1984年），山西定襄人。中华人民共和国政治人物。
早年担任中共定襄县委书记，晋察冀二地委分委宣传部副部长、冀察热辽建国学院副院长。中华人民共和国成立后，担任北京市政协副主席、天津市政协副主席。